# Défilé (géographie)
Un défilé est un « passage naturel, étroit et encaissé, qu'on ne peut traverser qu'en file ».

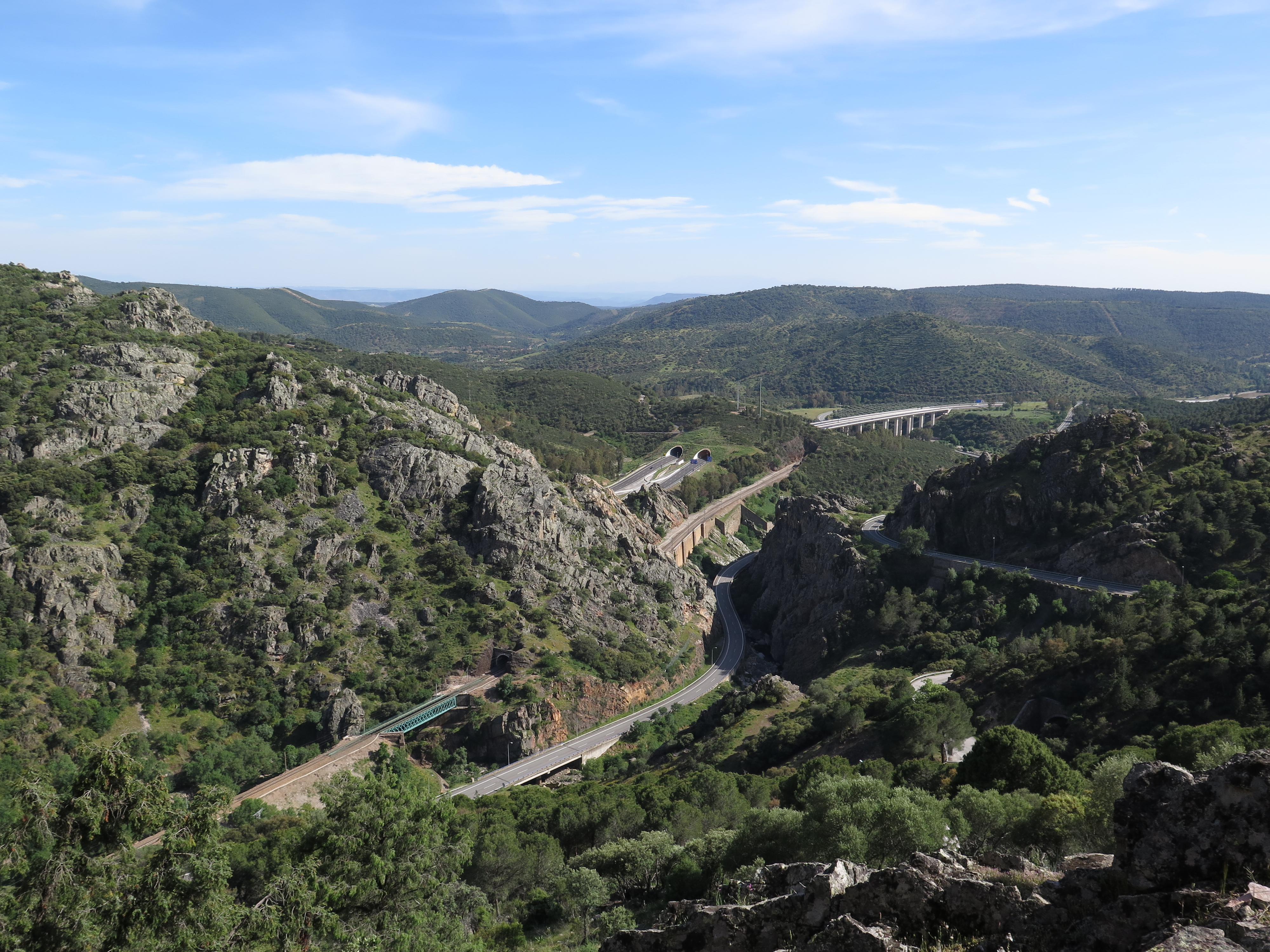
Vue du défilé de Despeñaperros, dans le parc du même nom.

Le terme peut aussi entrer en confusion avec celui de gorge et ainsi voir des gorges se nommer « défilé » même si elles n'en revêtent pas les caractéristiques.